# Benedito Mukendi
Benedito Mambuene Mukendi, detto Beni (Luanda, 21 maggio 2002), è un calciatore angolano, centrocampista del Vitória Guimarães e della nazionale angolana.

## Carriera

### Club
Cresciuto nel settore giovanile del Petro Atlético, nel 2020 è stato acquistato dal Trofense. Con la squadra di Trofa ha totalizzato 54 presenze tra campionato e coppe in due stagioni e mezza, contribuendo anche a una promozione in seconda divisione. Il 27 gennaio 2023 è stato ceduto al Casa Pia ed il 4 febbraio successivo ha esordito in Primeira Liga in occasione dell'incontro perso 3-0 contro il Benfica.

### Nazionale
Nel 2019 con la nazionale angolana Under-17 ha preso parte alla Coppa d'Africa ed al Mondiale di categoria.
Nel 2023 ha esordito nella nazionale maggiore, con cui ha anche partecipato alla Coppa d'Africa 2023.

## Statistiche

### Presenze e reti nei club
Statistiche aggiornate al 25 febbraio 2023.
| Stagione        | Squadra         | Campionato      | Campionato | Campionato | Coppe nazionali | Coppe nazionali | Coppe nazionali | Coppe continentali | Coppe continentali | Coppe continentali | Altre coppe | Altre coppe | Altre coppe | Totale | Totale |
| Stagione        | Squadra         | Comp            | Pres       | Reti       | Comp            | Pres            | Reti            | Comp               | Pres               | Reti               | Comp        | Pres        | Reti        | Pres   | Reti   |
| --------------- | --------------- | --------------- | ---------- | ---------- | --------------- | --------------- | --------------- | ------------------ | ------------------ | ------------------ | ----------- | ----------- | ----------- | ------ | ------ |
| 2020-2021       | Trofense        | CdP             | 18         | 0          | CP              | 0               | 0               |                    | -                  | -                  |             | -           | -           | 18     | 0      |
| 2021-2022       | Trofense        | LdH             | 18         | 0          | CP+CdL          | 0               | 0               |                    | -                  | -                  |             | -           | -           | 18     | 0      |
| 2022-gen. 2023  | Trofense        | LdH             | 13         | 0          | CP+CdL          | 2+3             | 0               |                    | -                  | -                  |             | -           | -           | 18     | 0      |
| Totale Trofense | Totale Trofense | Totale Trofense | 49         | 0          |                 | 5               | 0               |                    | -                  | -                  |             | -           | -           | 54     | 0      |
| gen.-giu. 2023  | Casa Pia        | PL              | 4          | 0          | CP+CdL          | 1 + -           | 0               |                    | -                  | -                  |             | -           | -           | 5      | 0      |
| Totale carriera | Totale carriera | Totale carriera | 53         | 0          |                 | 6               | 0               |                    | -                  | -                  |             | -           | -           | 59     | 0      |

### Cronologia presenze e reti in nazionale
| Cronologia completa delle presenze e delle reti in nazionale ― Angola | Cronologia completa delle presenze e delle reti in nazionale ― Angola | Cronologia completa delle presenze e delle reti in nazionale ― Angola | Cronologia completa delle presenze e delle reti in nazionale ― Angola | Cronologia completa delle presenze e delle reti in nazionale ― Angola | Cronologia completa delle presenze e delle reti in nazionale ― Angola | Cronologia completa delle presenze e delle reti in nazionale ― Angola | Cronologia completa delle presenze e delle reti in nazionale ― Angola |
| Data                                                                  | Città                                                                 | In casa                                                               | Risultato                                                             | Ospiti                                                                | Competizione                                                          | Reti                                                                  | Note                                                                  |
| --------------------------------------------------------------------- | --------------------------------------------------------------------- | --------------------------------------------------------------------- | --------------------------------------------------------------------- | --------------------------------------------------------------------- | --------------------------------------------------------------------- | --------------------------------------------------------------------- | --------------------------------------------------------------------- |
| 27-3-2023                                                             | Luanda                                                                | Angola                                                                | 1 – 1                                                                 | Ghana                                                                 | Qual. Coppa d'Africa 2023                                             | -                                                                     | 87’                                                                   |
| 7-9-2023                                                              | Lubango                                                               | Angola                                                                | 0 – 0                                                                 | Madagascar                                                            | Qual. Coppa d'Africa 2023                                             | -                                                                     |                                                                       |
| 6-1-2024                                                              | Dubai                                                                 | RD del Congo                                                          | 0 – 0                                                                 | Angola                                                                | Amichevole                                                            | -                                                                     | 46’                                                                   |
| 20-3-2025                                                             | Bengasi                                                               | Libia                                                                 | 1 – 1                                                                 | Angola                                                                | Qual. Mondiali 2026                                                   | -                                                                     | 60’                                                                   |
| 25-3-2025                                                             | Luanda                                                                | Angola                                                                | 1 – 2                                                                 | Capo Verde                                                            | Qual. Mondiali 2026                                                   | -                                                                     |                                                                       |
| Totale                                                                |                                                                       | Presenze                                                              | 5                                                                     |                                                                       | Reti                                                                  | 0                                                                     |                                                                       |

## Palmarès

### Club

#### Competizioni nazionali
- Campeonato de Portugal: 1

Trofense: 2020-2021